# Melanie Kok
Melanie Kok [izgovorjava kot Cook], kanadska veslačica, * 4. november 1983, St. Catharines, Ontario.
Kokova je za Kanado na Svetovnem prvenstvu 2005 v lahkem dvojnem četvercu s soveslačicami Tracy Cameron, Mara Jones in Elizabeth Urbach osvojila naslov svetovne prvakinje. Na SP 2007 je v lahkem enojcu osvojila bronasto medaljo. 
Leta 2008 je za Kanado nastopila v lahkem dvojnem dvojcu na Poletnih olimpijskih igrah 2008 v Pekingu. S soveslačico Tracy Cameron sta osvojili bronasto medaljo.